# Львівський державний університет фізичної культури імені Івана Боберського
Львівський державний університет фізичної культури імені Івана Боберського — вищий навчальний заклад IV рівня акредитації, який готує працівників фізичної культури та спортсменів. Заснований 1946 року. За радянських часів називався «Львівський державний інститут фізичної культури».
Вихованці Університету відігравали вагому роль у формуванні визнаних у світі наукових шкіл у галузі спорту вищих досягнень, здоров'я людини, фізичної реабілітації, валеології, паралімпійського спорту, фізичного виховання, фітнесу та рекреації, спортивного туризму та спортивної хореографії.

## Історія
1946 рік — Постановою Ради Міністрів Української РСР і ЦККП(б)У Львівський технікум фізичної культури реорганізовано у Львівський державний інститут фізичної культури.
1985 рік — Відповідно до наказу Міністерства вищої та середньої спеціальної освіти СРСР у ЛДІФК відкрито аспірантуру.
1993 рік — На базі ЛДІФК утворено навчально-методичний комплекс у складі Івано-Франківського коледжу фізичного виховання та Львівського вищого училища фізичної культури.
1995 рік — ЛДІФК розпочав підготовку фахівців зі спеціальності «Фізична реабілітація».
1998 рік — ЛДІФК став членом європейської мережі спортивної науки, освіти і зайнятості (EN SSHE).
1999 рік — Постановою Президії ВАК України до переліку наукових фахових видань внесено збірник ЛДІФК «Молода спортивна наука України»
2001 рік — ЛДІФК став колективним членом міжнародної ради здоров'я, фізичного виховання, рекреації, спорту і танцю (ICHPER-SD).
2002 рік — Постановою Президії ВАК України у ЛДІФК створено спеціалізовану вчену раду з правом прийняття до розгляду та проведення захисту дисертацій на здобуття наукового ступеня кандидата наук з фізичного виховання та спорту.
2003 рік — ЛДІФК розпочав підготовку фахівців за напрямом «Туризм».
2004 рік — Утворено громадську організацію «Асоціація випускників ЛДІФК».
2005 рік — Постановою ВАК України до переліку наукових фахових видань внесено електронне наукове видання "Науковий вісник Львівського державного інституту фізичної культури «Спортивна наука України».
2006 рік — Розпорядженням Кабінету Міністрів України утворено Львівський державний університет фізичної культури.
2007 рік — Міжнародний центр ISSN (ISSN International Centre, 20, Rue Bachaumont, 75002 PARIS, FRANCE) зареєстрував електронне наукове видання ЛДУФК « [Архівовано 16 січня 2013 у Wayback Machine.]».
2009 рік — ухвалено рішення ДАК про видачу ліцензії на підготовку іноземних громадян за базовими акредитованими напрямками (наказ МОН України від. 2675-Л від 16.07.2009 р.)
2010 рік — виходить друком науковий періодичний журнал «Фізична активність, здоров'я і спорт», ISSN 2221—1217 (Print), 2221-5611 (Online), свідоцтво про державну реєстрацію: КВ № 15693-4165 Р від 18.08.2009, фахова реєстрація у ВАК України: Постанова № 1-05/ від 23.02.2011. Мови видання: українська, російська, польська, англійська. 2011 року видання зареєстроване в Index Copernicus Journals Master List.
2011 рік — Атестаційної колегії Міністерства освіти і науки, молоді і спорту України ухвалила рішення про відкриття у Львівському державному університеті фізичної культури докторантури за двома спеціальностями: «Олімпійський та професійний спорт» і «Фізична культура, фізичне виховання різних груп населення».
2015 рік — факультет туризму відділився від факультету фізичної реабілітації
2016 рік — На відзначення 70-річчя з часу заснування Львівського державного університету фізичної культури рішенням Міністерства освіти і науки України вишу було надане почесне ім'я видатного діяча українського гімнастичного і спортивного руху, «Батька українського тіловиховання», професора Івана Боберського. 26 вересня 2016 року, в головному корпусі Львівського державного університету фізичної культури урочисто відкрито пам'ятну дошку з нагоди рішення про присвоєння університету почесного імені Івана Боберського..

## Про університет
За роки існування в університеті підготовано понад 12000 фахівців. З-поміж випускників вузу 104 чемпіони та призери чемпіонатів світу, Європи та Олімпійських Ігор, 27 заслужених майстрів спорту, понад 130 майстрів спорту міжнародного класу, 121 заслужений тренер, 5 заслужених працівників фізичної культури та спорту. Серед найвідоміших його випускників — В. Чукарін, Є. Череповський, В. Станкович, І. Тер-Ованесян, М. Сливінський, П. Ледньов, І. Бремель, Б. Макуц, С. Марцинків, В. Іванчук, В. Береза, А. Гусін, Ю. Харківська.
На базі Львівського державного університету фізичної культури створено Галицький навчально-методичний комплекс закладів фізкультурної освіти, до складу якого входять Львівське вище училище фізичної культури та Івано-Франківський коледж фізичної культури. Навчання у закладах-членах комплексу проводиться за узгодженими програмами, що дозволяє випускникам училища та коледжу поступати на навчання за скороченою 2-річною програмою. Запроваджена ступенева система підготовки фахівців за освітньо-кваліфікаційними рівнями: «молодший спеціаліст», «бакалавр», «спеціаліст», «магістр».
Львівський державний університет фізичної культури є одним з провідних наукових центрів регіону і галузі фізичної культури. Широковідомими є імена науковців інституту: історика Валентина Мороза, політолога Олега Гриніва, математика Ігора Огірка, теоретика спорту Михайла Линця, засновника боксерської наукової школи, відомого спелеолога Мирона Савчина, творця Львівської школи фехтування Вадима Андрієвського та інших.

## Корпуси

### Навчально-адміністративний корпус (Костюшка, 11)
Це колишній Крайовий банк Королівства Галичини та Лодомерії, створений 21 жовтня 1881 року ухвалою Крайового Сейму, його основний фонд становив 2 000 000 корон.
До 1946 року тут діяв Львівський технікум фізичної культури, який було реорганізовано у Львівський державний інститут фізичної культури. 
На час створення інституту (1946 р.) частина будівлі використовувалася як студентський гуртожиток, решту займали дирекція, навчальна частина, бухгалтерія, партійна комсомольська і профспілкова організації, правління СКІФ, медичний пункт, бібліотека і читальна зала, кімната приймальної комісії.
Кафедри основ марксизму-ленінізму, воєнної підготовки, педагогіки і психології, анатомії, теорії і історії фізичного виховання, фізіології і хімії, фехтування, навчальні авдиторії і хімічна лабораторія. Балкон використовувався для проведення навчально-практичних занять з фехтування. У напівпідвальному приміщенні розміщувалися столярна і слюсарна майстерні, продуктовий і хлібний магазин, студентська їдальня, студентська пральня та складське приміщення. 
Сьогодні це головний адміністративно-навчальний корпус Львівського державного університету фізичної культури. У корпусі містяться ректорат, деканати, кафедри теоретико-методичних основ спорту; теорії та методики фізичного виховання; гуманітарних дисциплін; біохімії та гігієни; педагогіки та психології; рекреації й оздоровчої фізичної культури; економіки та спортивного менеджменту; інформатики та кінезіології; кафедра туризму. Також основні лекційні авдиторії, спеціалізована вчена рада, студентське наукове товариство, студентський профком, студентська їдальня, бухгалтерія. Відділи: навчальний; відділ кадрів; аспірантури; редакційно-видавничий; інформаційного забезпечення, профорієнтації та працевлаштування; культурно-мистецький; зовнішніх зв'язків; відділ технічного забезпечення навчальної роботи.

### Навчально-спортивний корпус (вул. Дж. Дудаєва, 8)
Це колишній будинок польського гімнастичного товариства «Сокіл». Гімнастичне товариство було засноване у 1866 р. д-ром Клеменсом Жукотинським та Людвиком Ґольтенталем. Перші загальні збори товариства відбулися в залі засідань Ради міста 25 березня 1867 р., на якому першим президентом обрали лікаря д-ра Юзефа Міллера. 
Завданням товариства був догляд за здоров'ям за допомогою гімнастики, тобто тренування тіла. Під гімнастикою тоді розуміли не тільки вільні вправи і вправи на гімнастичних приладах, а й такі сучасні види спорту, як фехтування, велогонку, ковзанярство, кінний спорт, стрільбу, якими займалися від початку створення товариства. Пізніше додали легку атлетику, ігри (теніс, футбол, волейбол тощо). 
Будинок «Сокола» був першою власною будівлею товариства після кількох винаймуваних. Оскільки це було перше власне приміщення, його назвали «Сокіл-мати». Тому над входом і на дверях є вензель з літерами «S» і «М». А ще там є девіз Mens sana in corpore sano (у здоровому тілі — здоровий дух) і зображення сокола. 
Тепер у корпусі містяться кафедри: фізичної реабілітації, валеології та спортивної медицини, іноземних мов, атлетичних видів спорту, гімнастики та хореографії, водних видів спорту; спортивні зали для гімнастики, хореографії, важкої атлетики, боротьби; зал лікувальної фізичної культури; масажні кабінети; навчальні авдиторії.

### Комплексна навчально-спортивна база /стадіон СКІФ (вул. Черемшини, 17)
Постановою від 1 червня 1946 року Львівському державному інституту фізичної культури було передано стадіон зі спортивним манежем загальною площею три гектари, раніше він належав спортивній спілці «Спартак».
Нині стадіон перебуває у фазі реконструкції до «Євро 2012». 
Діючими залишаються: легкоатлетичний манеж із сучасним покриттям, кафедри анатомії і фізіології; легкої атлетики; футболу; спортивних ігор; фехтування, боксу і національних одноборств, навчальні авдиторії, фітнес-клуб, масажний кабінет, сауна.

## Кафедри
| - Кафедра теоретико-методичних основ спорту - Кафедра теорії і методики фізичного виховання - Кафедра рекреації та оздоровчої фізичної культури - Кафедра фізичної терапії та ерготерапії (раніше фізичної реабілітації) - Кафедра анатомії та фізіології - Кафедра біохімії та гігієни - Кафедра валеології і спортивної медицини | - Кафедра спортивних ігор - Кафедра футболу - Кафедра легкої атлетики - Кафедра атлетичних видів спорту - Кафедра зимових видів спорту - Кафедра водних видів спорту - Кафедра фехтування, боксу і національних єдиноборств | - Кафедра гімнастики - Кафедра хореографії - Кафедра стрільби та технічних видів спорту - Кафедра туризму - Кафедра спортивного туризму - Кафедра економіки та спортивного менеджменту - Кафедра інформатики та кінезіології - Кафедра педагогіки і психології - Кафедра гуманітарних дисциплін - Кафедра української та іноземної мови - Кафедра олімпійської освіти - Кафедра готельно-ресторанного бізнесу |

## Викладацько-професорський склад
Серед знаних викладачів: Володимир Зацьорський, Володимир Келлер, Богдан Шиян, Вадим Запорожанов, Віктор Завацький, Євген Приступа, Мирон Савчин, Василь Соломонко, Михайло Линець, Юрій Бріскін, Ольга Жданова, Оксана Вацеба, Володимир Мухін, Іван Попеску, Сергій Неверкович, Мамед Джафаров, Віктор Шаповалов, Ігор Огірко,Віктор Корягін, Степан Філь, Ігор Дегтярьов, Богдан Трофим'як.

## Студенти та випускники
Віктор Чукарін і Богдан Макуц (спортивна гімнастика), Ігор Тер-Ованесян, Юрій Кутенко, Віталій Чорнобай, Дмитро Дем'янюк (легка атлетика), Геннадій Андросов, Фарид Досаєв, Геннадій Прокопенко (плавання), Павло Ледньов (сучасне п'ятиборство), Олександр Білявський, Василь Іванчук, Анна Музичук (шахи), Василь Береза та Михайло Сливинський (веслування), Василь Станкович, Віктор Сидяк, Яна Шемякіна, Олег Штурбабін, Дмитро Бойко, Анфіса Почкалова, Ростислав Герцик, Клод Юнес (фехтування), Ростислав Зауличний, Андрій Котельник, Олександр Усик, Євген Хитров (бокс), Ігор Шимечко (важка атлетика), Іван Фрейдун (пауерліфтинг), Маркіян Івашко, Людмила Аржаннікова, Дмитро Грачов, Катерина Палеха (стрільба з лука), Олена Підгрушна (біатлон), Катерина Григоренко (лижні перегони), Олександр Петрів, Роман Бондарук, Юлія Коростильова, Артур Айвазян (стрільба кульова), Вадим Тищенко, Андрій Баль, Андрій Гусін, Степан Юрчишин (футбол), Лідія Цимош (метання списа), Віктор Панкрашкін Христина Джангобекова (бадмінтон), Святослав Шеремета і багато інших.